# Medicago caucasica
Medicago caucasica är en ärtväxtart som beskrevs av I.T. Vassilczenko. Medicago caucasica ingår i släktet luserner, och familjen ärtväxter. Inga underarter finns listade i Catalogue of Life.